# Медињ
Медињ (рус. Медынь) град је у Русији у Калушкој области. Према попису становништва из 2010. у граду је живело 8300 становника.

## Становништво
| 1939. | 1959. | 1970. | 1979. | 1989. | 2002. | 2010. |
| ----- | ----- | ----- | ----- | ----- | ----- | ----- |
| 5.800 | 6.278 | 7.959 | 8.812 | 8.364 | 7.940 | 8.300 |